# Professional Basketball League of America
La Professional Basketball League of America, abbreviata in PBLA, fu una lega professionistica di pallacanestro degli Stati Uniti d'America, attiva nella sola stagione 1947-1948.
A causa dei problemi finanziari delle franchigie, la stagione non venne conclusa, e il titolo non fu assegnato.

## Squadre
- Chicago American Gears
- Saint Paul Saints
- Grand Rapids Rangers
- Louisville Colonels
- Omaha Omahawks
- Kansas City Blues
- Waterloo Hawks
- Saint Joseph Outlaws

- Houston Mavericks
- Atlanta Crackers
- Birmingham Skyhawks
- Tulsa Ranchers
- Chattanooga Majors
- Oklahoma City Drillers
- New Orleans Hurricanes
- Springfield Squires